# 전술 탄도 미사일

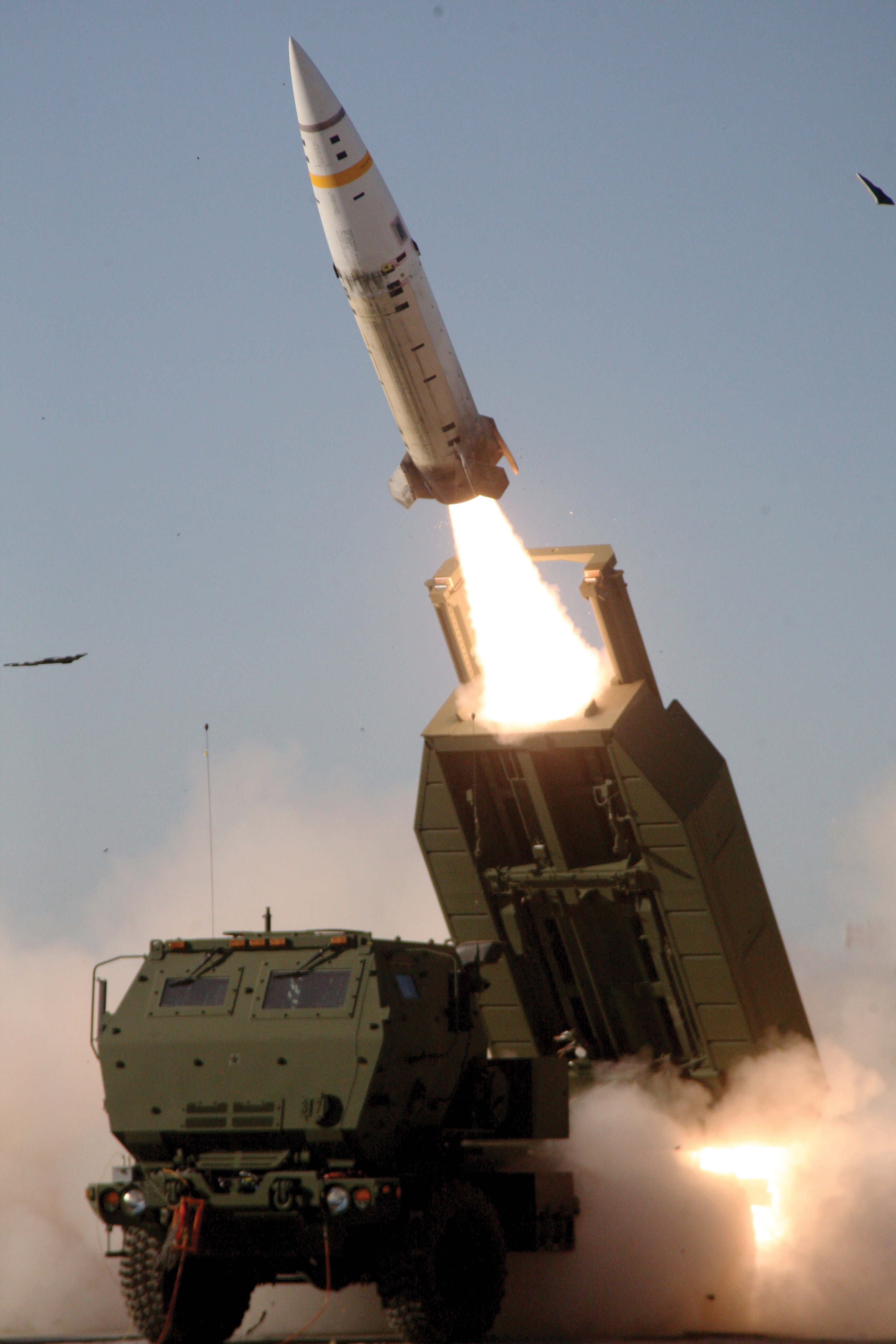
MGM-140 ATACMS 전술 탄도 미사일 발사

전술 탄도 미사일(戰術彈道-, Tactical ballistic missile, TBM)은 단거리 전장 사용을 위해 설계된 탄도 미사일이다. 일반적으로 사거리는 1,000 킬로미터 (620 mi) 미만이다. 전술 탄도 미사일은 생존성과 신속한 배치를 위해 일반적으로 이동식이며, 적 시설, 집결지, 대포, 전선 후방의 기타 목표물을 겨냥하기 위해 다양한 탄두를 탑재한다. 탄두에는 재래식 고폭탄, 화학, 생물, 또는 핵탄두가 포함될 수 있다. 일반적으로 전술 핵무기는 전략 핵무기에 비해 총 위력이 제한적이다.

## 설계
전술 탄도 미사일은 재래식 로켓포와 장거리 단거리 탄도 미사일 사이의 간격을 채운다. 전술 미사일은 로켓이나 포병에 비해 적진 깊숙이 무거운 페이로드를 운반할 수 있으며, 전략적인 전구 미사일보다 기동성이 좋고 비용이 적게 든다. 또한, 이동성 덕분에 전술 미사일은 전장의 전개에 더 잘 대응할 수 있다.
많은 국가에게 전술 미사일은 육상 기반 군사 장비의 상한선을 나타낸다. 이는 매우 경제적인 가격으로 강력한 무기를 제공할 수 있으며, 어떤 경우에는 다른 군사 기술 분야에서 우세한 적에 대항하여 경쟁의 장을 평준화하는 데 도움이 될 것으로 기대된다. 현재 전술 탄도 미사일 기술은 다른 첨단 군사 기술을 확보하는 데 어려움을 겪을 수 있는 국가들도 접근할 수 있는 수준이다.
탄도 미사일은 여전히 전장에서 격퇴하기 어렵다. 최신 방공 시스템은 전술 미사일을 요격하는 능력이 향상되었지만, 여전히 탄도 미사일 위협으로부터 자산을 안정적으로 보호할 수는 없다. 이를 통해 적절한 미사일 전력은 재래식 항공기보다 방공망을 더 잘 뚫고 들어갈 수 있으면서도 재래식 포병보다 더 깊은 타격을 제공함으로써 우세한 적을 위협할 수 있다.

## 추진

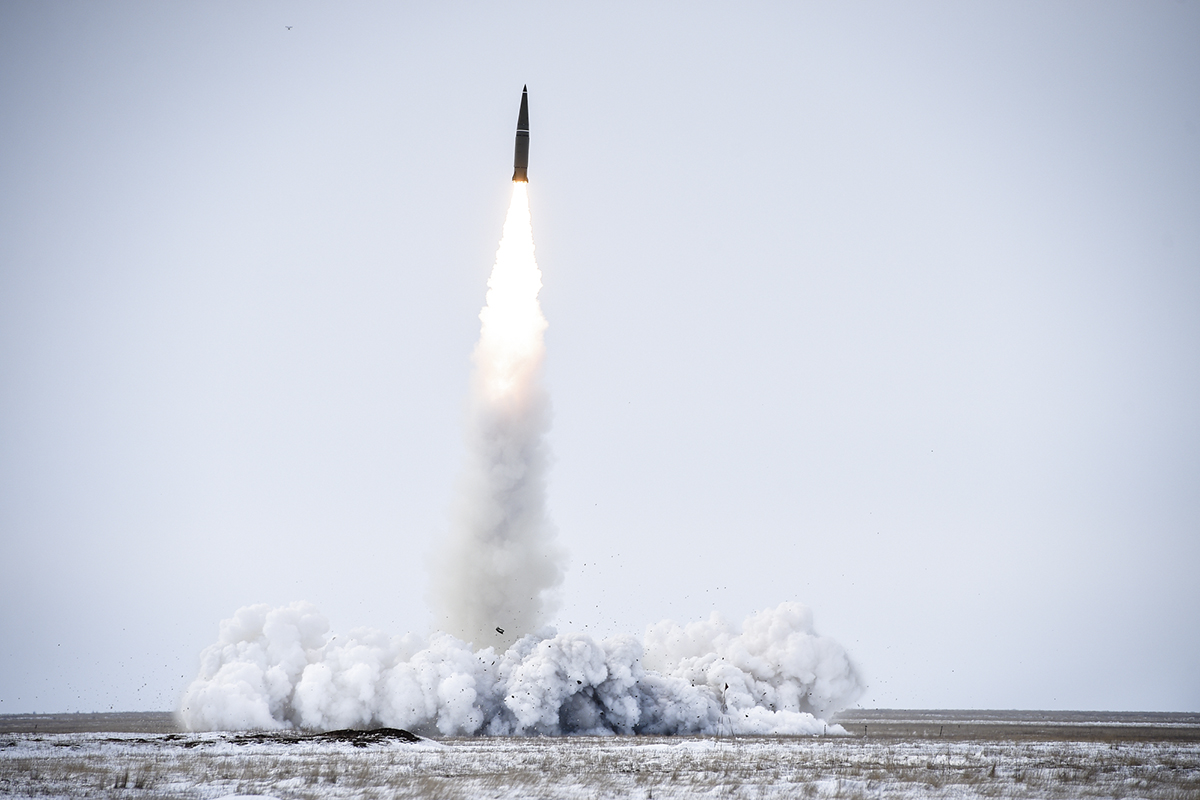
2018년 훈련에서 발사되는 이스칸데르-M 고체 추진 로켓.

초기 대형 로켓과 미사일은 처음 개발된 유형인 액체 추진 로켓 엔진으로 추진되었다. 이들은 가능한 한 빨리 고체 연료 로켓 모터로 대체되었다. 액체 추진제는 극저온 (틀:액체 산소) 또는 부식성 (질산) 산화제를 포함한다. 이들은 발사 전에 장전되어야 하므로 로켓이 작동하는 데 시간이 지연된다. 이러한 지연은 대형 전략 미사일의 경우에도 문제였지만, 특히 전술 미사일의 경우 더욱 그러했다.
미사일, 특히 소련에서는 IRFNA와 같은 저장 가능한 액체 추진제를 사용하기 시작했다. 이들은 여전히 취급하기 위험했지만, 미사일에 사전 장전된 상태로 저장할 수 있었다. 이는 또한 이전의 운반 차량, 발사대, 연료 차량 및 서비스 차량의 호송대가 아닌 단일 차량 이동식 발사대 (TEL)의 개발을 가능하게 했다.
서방 미사일은 대신 고체 추진제를 채택했으며, 이는 본질적으로 저장 가능했으며, 나중에 바르샤바 조약 기구 미사일도 이를 따랐다. 전술 미사일은 이제 거의 보편적으로 고체 연료를 사용하며, 원래 스커드 플랫폼의 토착 파생형을 사용하는 일부 국가를 제외하고는 그러하다.

## 국가별 전술 탄도 미사일

### 미국
| 이름                  | 작전 사거리     | 최고 속도 | 도입 | 현재 상태 | 운용국 |
| --------------------- | --------------- | --------- | ---- | --------- | --- |
| 정밀타격미사일 (PrSM) | 500 km          | 마하 3.5  | 2023 | 운용 중   | USA |
| MGM-140 ATACMS        | 300 km          | 마하 3    | 1986 | 운용 중   | 목록 참조 - - 바레인 - 그리스 - 중화민국 - 대한민국 - 튀르키예 - 아랍에미리트 - 루마니아 - 우크라이나 - 모로코 |
| MGM-52 랜스           | 120 km          | >마하 3   | 1972 | 운용 중   | 목록 참조 - - 벨기에 - 서독 - 이스라엘 - 이탈리아 - 네덜란드 - 영국                                            |
| MGM-18 라크로스       | 19 km           | 마하 0.8  | 1959 | 퇴역      | USA(이전) |
| PGM-11 레드스톤       | 92.5 - 323.5 km | 마하 5.5  | 1958 | 퇴역      | USA(이전) |

## 특정 TBM
|                              | 추진제     | 사거리         | 도입           | 퇴역                                        | 원산지                 | 운용국 |
| ---------------------------- | ---------- | -------------- | -------------- | ------------------------------------------- | ---------------------- | --- |
| Al-Samoud 2                  | 액체       | 180 km         | 2001           | 2003                                        | 이라크                 | |
| 알-후세인                    | 액체       | 600–650 km     | 1987           | 1991                                        | 이라크                 | |
| 블루 워터                    | 고체       |                | 1960 (첫 비행) | 1962년 취소                                 | 영국                   | |
| MGM-140 ATACMS               | 고체       | 300 km         | 1986           | 2007 (프로그램 종료, 미사일은 계속 운용 중) | 미국                   | - 바레인 - 그리스 - 중화민국 - 대한민국 - 튀르키예 - 아랍에미리트 - 루마니아 - 우크라이나 - 모로코 |
| MGM-52 랜스                  | 액체       | 120 km         | 1972           | 1992                                        | 미국                   | - 벨기에 - 서독 - 이스라엘 - 이탈리아 - 네덜란드 - 영국 |
| PGM-11 레드스톤              | 액체       | 92.5 km-323 km | 1958           | 1964                                        | USA                    | |
| 정밀타격미사일               |            | >500 km        | 2023           |                                             | USA                    | |
| MGM-18 라크로스              |            | 19 km          | 1959           | 1964                                        | USA                    | |
| WS-1                         |            | 60–180 km      | ≈1990          |                                             | 중화인민공화국         | |
| WS-2 / WS-3                  |            | 70–200 km      | ≈2004          |                                             | 중화인민공화국         | |
| DTI-1                        |            | 60–180 km      |                |                                             | 태국                   | |
| 흐림-2                       |            | 280–500 km     |                |                                             | 우크라이나             | |
| 샤우랴                       | 2단계 고체 | 700-1900 km    | 2011           |                                             | 인도                   | |
| 프라하르                     | 고체       | 150 km         | 2011           |                                             | 인도                   | |
| 프라가티                     | 고체       | 170 km         | 2013           |                                             | 인도                   | |
| 프라나쉬                     | 고체       | 200 km         | 미정           |                                             | 인도                   | |
| 프라레이                     | 고체       | 150-500 km     | 미정           |                                             | 인도                   | |
| Ghaznavi (missile)           | 고체       | 290–320 km     | 2004           |                                             | 파키스탄               | |
| 나스르/핫프 IX               | 고체       | 70 km          | 2013           |                                             | 파키스탄               | |
| 압달리/핫프-II               | 고체       | 180 km         | 2002           |                                             | 파키스탄               | |
| Hatf-I                       | 고체       | 70 km          | 1990           |                                             | 파키스탄               | |
| 핫프-1A                      | 고체       | 100 km         | 1990           |                                             | 파키스탄               | |
| 핫프-1B                      | 고체       | 100 km         | 1990           |                                             | 파키스탄               | |
| Sky Spear                    | 고체       | 120–300 km     | 2001           |                                             | 중화민국               | |
| J-600T 일디림                | 고체       | 150–900 km     | 1998           |                                             | 튀르키예               | |
| TOROS                        | 고체       | 100–160 km     |                |                                             | 튀르키예               | |
| 보라                         | 고체       | 280–700 km     | 2017           |                                             | 튀르키예               | |
| T-300 Kasırga                |            | 100–120 km     |                |                                             | 튀르키예               | |
| R-11 Zemlya                  | 액체       | 180 km         | 1958           |                                             | USSR                   | |
| 2K1 Mars                     | 고체       | 7–18 km        |                |                                             | USSR                   | |
| R-17/R-300 엘브루스          | 액체       | 300–700 km     | 1964           |                                             | USSR                   | |
| OTR-21 토치카                | 고체       | 70–185 km      | 1975           |                                             | USSR                   | - 아르메니아 - 아제르바이잔 - 벨라루스 - 불가리아 - 카자흐스탄 - 조선민주주의인민공화국 - 러시아 - 우크라이나 - 시리아 - 예멘 이전: - 체코슬로바키아 - 체코 - 동독 - 독일 - 리투아니아 - 폴란드 - 슬로바키아 - 소련                                         |
| OTR-23 오카                  | 고체       | 500 km         | 1979           | 1987                                        | USSR                   | |
| 2K6 루나                     |            | 10–50 km       | 1960           | 1982                                        | USSR                   | - 아프가니스탄 - 알제리 - 쿠바 - 동독 - 이집트 - 이라크 - 리비아 - 조선민주주의인민공화국 - 폴란드 - 루마니아 - 소련 - 시리아 - 예멘 - 유고슬라비아 사회주의 연방공화국                                                                                     |
| FROG-7                       |            | 70 km          | 1964           |                                             | USSR                   | - 알제리 - 아프가니스탄 - 벨라루스 - 이집트 - 리비아 - 조선민주주의인민공화국 - 러시아 - 시리아 - 우크라이나 - 예멘 이전 - 불가리아 - 쿠바 - 체코슬로바키아 - 동독 - 헝가리 - 이라크 - 쿠웨이트 - 레바논 - 폴란드 - 루마니아 - 남예멘 - 소련 - 유고슬라비아 |
| LORA                         |            | 400–800 km     | 2005           |                                             | 이스라엘               | 아제르바이잔 모로코 |
| 화성-11 (KN-02)              | 고체       | 120–160 km     | 2008           |                                             | 조선민주주의인민공화국 | 시리아 |
| KN-23                        | 고체       | 450 km         | 2018           |                                             | 조선민주주의인민공화국 | |
| 화성-11나형 (KN-24)          | 고체       | 410 km         | 2019           |                                             | 조선민주주의인민공화국 | |
| 신형전술유도무기             | 고체       | 100–300 km     | 2022           |                                             | 조선민주주의인민공화국 | |
| 초대형 방사포                |            | 380 km         | 2019           |                                             | 조선민주주의인민공화국 | |
| 9K720 이스칸데르             | 고체       | 400–500 km     | 2006           |                                             | 러시아                 | |
| Predator Hawk                |            | 300–400km      | 2016           |                                             | 이스라엘               | 모로코 |
| 현무-1                       | 고체       | 180 km         | 1977           |                                             | 대한민국               | |
| 현무-2A                      | 고체       | 300 km         | 2006           |                                             | 대한민국               | |
| 우레-1                       | 고체       | 180 km         | 2022           |                                             | 대한민국               | |
| BRE8 킹 드래곤/파이어 드래곤 | 고체       | 280–300 km     | 2014?          |                                             | 중화인민공화국         | |
| Burkan-1                     |            | 800 km         | 2016           |                                             | 예멘                   | |
| 알-나즈므 알-타킵-1          |            | 45 km          | 2015           |                                             | 예멘                   | |
| 알-나즈므 알-타킵-2          |            | 75 km          | 2015           |                                             | 예멘                   | |
| 파즈르-5                     | 고체       | 180 km         | 1990년대       |                                             | 이란                   | - 시리아 - 예멘 - 이라크 - 레바논 |
| 샤하브-1                     |            | 350 km         | 1987           | ~2016                                       | 이란                   | 시리아 |
| 샤하브-2                     | 액체       | 500 km         | 1990           | 2016                                        | 이란                   | 시리아 |
| 파테-110                     | 고체       | 300 km         | 2002           |                                             | 이란                   | - 시리아 - 레바논 |
| 파테-313                     | 고체       | 500 km         | 2015           |                                             | 이란                   | 시리아 |
| 키암 1호                     | 액체       | 800 km         | 2010           |                                             | 이란                   | 예멘 |
| Zelzal-1                     | 고체       | 160 km         | 1990           |                                             | 이란                   | 시리아 |
| Zelzal-2                     | 고체       | 210 km         | 1998           |                                             | 이란                   | - 시리아 - 예멘 - 레바논 |
| Zelzal-3                     | 고체       | 200–250 km     | 2007           |                                             | 이란                   | 시리아 |
| 나제아트 6-H                 | 고체       | 80–100 km      | 1980년대       |                                             | 이란                   | |
| 나제아트 10-H                | 고체       | 100–130 km     | 1980년대       |                                             | 이란                   | |
| 예리나-1                     | 고체       | 285-300 km     | 2017           |                                             | 세르비아               | |
| 예리나-2                     | 액체       | 75 km          | 2017           |                                             | 세르비아               | |

## 같이 보기
- 미사일 목록